# Atanas Atanassov (homme politique, 1990)
Pour les articles homonymes, voir Atanas Atanassov et Atanassov.

Atanas Petrov Atanassov, né le 3 avril 1990 à Haskovo, est un homme politique bulgare, ministre de la Culture de 2021 à 2022.

## Biographie
Atanas Atanassov naît le 3 avril 1990 à Haskovo, en Bulgarie. Après des études de théâtre au Whitman College (en) de Walla Walla, aux États-Unis, où il obtient un Bachelor of Arts, il regagne son pays et s'engage en politique. Lors des élections législatives de novembre 2021, il est élu député pour la circonscription de Haskovo sous les couleurs du parti centriste Nous continuons le changement. Dans la foulée, il est nommé ministre de la Culture au sein du gouvernement Petkov, poste qu'il occupe jusqu'en 2022. Par la suite, lors des élections municipales bulgares de 2023, il est élu membre du conseil municipal de Haskovo.